# Bornmuellera tymphaea
Bornmuellera tymphaea är en korsblommig växtart som först beskrevs av Heinrich Carl Haussknecht, och fick sitt nu gällande namn av Heinrich Carl Haussknecht. Bornmuellera tymphaea ingår i släktet Bornmuellera och familjen korsblommiga växter. Inga underarter finns listade i Catalogue of Life.